# 창촌중학교
창촌중학교(昌村中學校)는 대한민국 강원특별자치도 춘천시 남산면 강촌리에 있는 공립 중학교이다.

## 학교 연혁
- 1951년 10월 31일 : 창촌중학교 3학급 설립 인가
- 1952년 6월 10일 : 창촌중학교 개교
- 2002년 3월 1일 : 발산중학교와 통합
- 2023년 3월 1일 : 제35대 교장 양미옥 취임
- 2025년 1월 6일 : 제72회 졸업식(졸업생 14명, 누계 4,120명)

## 참고 자료
- 창촌중학교 - 한국교육학술정보원 학교알리미